# Moncofa
Moncofa (Spanisch: Moncófar) ist eine Gemeinde in der Provinz Castellón der Autonomen Gemeinschaft Valencia in Spanien.

## Geografie
Die Gemeinde grenzt an die Gemeinden Chilches, Nules und La Vall d’Uixó. Sie liegt an der Costa del Azahar, in der Ebene des Plana de la Plana.

## Geschichte
In der Römerzeit war Moncofa ein Durchgangsort und bestand damals nur aus einem Sumpfgebiet und einer Villa, die als Herberge für Reisende auf der Via Augusta diente.
Die erste urkundliche Erwähnung von Moncófar findet sich in der Chronik V von Jakob I., in der von der Kapitulation der Burgen von Uxó, Castro und Nules berichtet wird.